# Sícino
Sícino (em grego: Σίκινος; romaniz.: Síkinos) é uma ilha e um município grego nas Cíclades. Está localizado a meio caminho entre as ilhas de Ios e Folegandros. Pacino faz parte da unidade regional de Tera.
O município tinha 273 habitantes no censo de 2011. Inclui a ilha desabitada de Cardiotissa e outras ilhotas desabitadas. Sua área total é de 42.507 quilômetros quadrados.

## História
Os jônicos foram assentados em Sícino, enquanto os vários achados arqueológicos atestam assentamentos humanos contínuos desde o período micênico até os dias atuais.